# Europejskie Igrzyska Halowe w Lekkoatletyce 1968 – bieg na 50 m przez płotki kobiet
Bieg na 50 metrów przez płotki kobiet – jedna z konkurencji biegowych rozgrywanych podczas lekkoatletycznych europejskich igrzysk halowych w hali Palacio de Deportes w Madrycie. Eliminacje, półfinały i bieg finałowy zostały rozegrane 9 marca 1968. Zwyciężyła reprezentantka Niemieckiej Republiki Demokratycznej Karin Balzer, która obroniła tytuł z poprzednich igrzysk.

## Rezultaty

### Eliminacje
Rozegrano 3 biegi eliminacyjne, do których przystąpiło 14 biegaczek Awans do półfinału dawało zajęcie jednego z pierwszych czterech miejsc w swoim biegu (Q).
Opracowano na podstawie materiału źródłowego.
Bieg 1
| Miejsce | Zawodniczka           | Czas | Uwagi |
| ------- | --------------------- | ---- | ----- |
| 1       | Ludmiła Ijewlewa      | 7,12 | Q,    |
| 2       | Ulla-Britt Wieslander | 7,18 | Q     |
| 3       | Vlasta Seifertová     | 7,23 | Q     |
| 4       | Françoise Masse       | 7,37 | Q     |
| 5       | Ulla Farthmann        | 7,37 |       |

Bieg 2
| Miejsce | Zawodniczka     | Czas | Uwagi |
| ------- | --------------- | ---- | ----- |
| 1       | Inge Schell     | 7,18 | Q     |
| 2       | Valeria Bufanu  | 7,19 | Q     |
| 3       | Bärbel Weidlich | 7,20 | Q     |
| 4       | Danièle Guéneau | 7,32 | Q     |
| 5       | Marijana Lubej  | 7,36 |       |

Bieg 3
| Miejsce | Zawodniczka     | Czas | Uwagi |
| ------- | --------------- | ---- | ----- |
| 1       | Galina Zarubina | 7,07 | Q,    |
| 2       | Karin Balzer    | 7,10 | Q     |
| 3       | Meta Antenen    | 7,18 | Q     |
| 4       | Đurđa Fočić     | 7,60 | Q     |

### Półfinały
Rozegrano 2 biegi półfinałowe, w których wystartowało 12 biegaczek. Awans do finału dawało zajęcie jednego z trzech pierwszych miejsc w swoim biegu (Q).
Opracowano na podstawie materiału źródłowego.
Bieg 1
| Miejsce | Zawodniczka       | Czas | Uwagi |
| ------- | ----------------- | ---- | ----- |
| 1       | Bärbel Weidlich   | 7,14 | Q     |
| 2       | Inge Schell       | 7,14 | Q     |
| 3       | Galina Zarubina   | 7,16 | Q     |
| 4       | Meta Antenen      | 7,16 |       |
| 5       | Vlasta Seifertová | 7,24 |       |
| 6       | Danièle Guéneau   | 7,57 |       |

Bieg 2
| Miejsce | Zawodniczka           | Czas | Uwagi |
| ------- | --------------------- | ---- | ----- |
| 1       | Karin Balzer          | 6,90 | Q,    |
| 2       | Ludmiła Ijewlewa      | 7,12 | Q     |
| 3       | Valeria Bufanu        | 7,28 | Q     |
| 4       | Ulla-Britt Wieslander | 7,31 |       |
| –       | Đurđa Fočić           | DNS  |       |
| –       | Françoise Masse       | DNS  |       |

### Finał
Opracowano na podstawie materiału źródłowego.
| Miejsce | Zawodniczka      | Czas |
| ------- | ---------------- | ---- |
| 1       | Karin Balzer     | 7,03 |
| 2       | Bärbel Weidlich  | 7,07 |
| 3       | Ludmiła Ijewlewa | 7,09 |
| 4       | Inge Schell      | 7,13 |
| 5       | Valeria Bufanu   | 7,19 |
| 6       | Galina Zarubina  | 7,22 |